# Limonethe beckeri
Limonethe beckeri là một loài tò vò trong họ Ichneumonidae.